# Philonotis laeviuscula
Philonotis laeviuscula là một loài rêu trong họ Bartramiaceae. Loài này được Dixon mô tả khoa học đầu tiên năm 1922.